# Lancia Musa
Lancia Musa (Proyecto 184) fue un minimonovolumen comercializado por la marca italiana Lancia desde el año 2004 hasta 2012.

## Características
El Lancia Musa está basado en el concepto innovador del Fiat Idea, con el cual comparte algunos componentes mecánicos, pero, diferenciándose principalmente, a nivel de suspensión, guiado de dirección, transmisión, y entrega de par motor, haciéndose más evidententemente visible; en su parte estética (frontal y parte posterior de la carrocería), acabados interiores o de nivel de equipamiento. El Lancia Musa fue lanzado al mercado en el 2004 y se basaria en la que será la futura plataforma denominada "Project 198", originalmente creada para la tercera generación del Fiat Grande Punto (2005-2021), o el A.Romeo MiTo, donde se rebasará por primera vez la barrera de los 4 metros en el segmento B. 
El diseño del frontal y la parte trasera del Musa es visualmente muy similar al visto en Lancia Ypsilon (Elefantyno), concediéndole la imagen de marca característica de Lancia. En el interior se han utilizado materiales de elevada calidad como el tejido alcantára (textil), o cuero; así como detalles cromados. El Musa no ofrece dentro de sus motorizaciones el motor base 1.2 que sí está presente en el Fiat Idea, pero, en cambio si ofrecerá para todas la demás versiones la transmisión semiautomática Dolce Far Niente.
En octubre de 2007 el Lancia Musa recibe una ligera actualización, adoptando el nuevo logotipo de la marca, nuevas opciones de equipamiento como Blue&Me (con teléfono con conexión por bluetooth y puerto USB para la reproducción de música MP3), nuevos colores exteriores y un ligero rediseño de los faros frontales y posteriores.

### Tabla resumen de mecánicas
| Mecánica     | Inicio | Fin  | Familia | Tecnología     | Combustible    | Cil. | Cubicaje (cc.) | Vál. | Potencia (CV/ rpm) | Par (Nm/ rpm) | Vel. máx. (km/h) | Aceleración 0-100 km/h (s) | Consumo (l/100km) | Emisión CO2 (g/km) | S&S | Transmisión              | Rel. |
| ------------ | ------ | ---- | ------- | -------------- | -------------- | ---- | -------------- | ---- | ------------------ | ------------- | ---------------- | -------------------------- | ----------------- | ------------------ | --- | ------------------------ | ---- |
| 1.2 D4F      | 2005   |      | D4F     |                | Gasolina       | 4L   | 1368           | 8    | 78/ 6000           | 115/ 3000     | 163              | 13,5                       | 6,2               | 146 EURO 4         | No  | Delantera Manual         | 5    |
| 1.4 FIRE     | Debut  |      | FIRE    |                | Gasolina       | 4L   | 1368           | 16   | 95/ 5800           | 128/ 4500     | 175              | 11,5                       | 6,0               | 140 EURO 5         | Si  | Delantera Manual         | 6    |
| 1.4 FIRE DFN | Debut  |      | FIRE    |                | Gasolina       | 4L   | 1368           | 16   | 95/ 5800           | 128/ 4500     | 175              | 11,5                       | 5,6               | 130 EURO 5         | Si  | Delantera Automática DFN | 5    |
| 1.3 JTDm     | Debut  | 2008 | JTD     | MultiJet Turbo | Gasóleo        | 4L   | 1248           | 16   | 70/ 4000           | 180/ 1750     | 159              | 15,4                       | 5,1               | 129 EURO 4         | No  | Delantera Manual         | 5    |
| 1.3 JTDm DFN | Debut  | 2008 | JTD     | MultiJet Turbo | Gasóleo        | 4L   | 1248           | 16   | 70/ 4000           | 180/ 1750     | 159              | 15,4                       | 4,8               | 127 EURO 4         | No  | Delantera Automática DFN | 5    |
| 1.3 JTDm     | Debut  | 2008 | JTD     | MultiJet Turbo | Gasóleo        | 4L   | 1248           | 16   | 90/ 4000           | 200/ 1750     | 173              | 12,5                       | 4,7               | 119 EURO 4         | No  | Delantera Manual         | 5    |
| 1.3 JTDm DFN | Debut  | 2008 | JTD     | MultiJet Turbo | Gasóleo        | 4L   | 1248           | 16   | 90/ 4000           | 200/ 1750     | 173              | 12,5                       | 4,6               | 119 EURO 4         | No  | Delantera Automática DFN | 5    |
| 1.3 JTDm     | 2008   |      | JTD     | MultiJet Turbo | Gasóleo        | 4L   | 1248           | 16   | 95/ 4000           | 200/ 1750     | 173              | 12,5                       | 4,3               | 114 EURO 5         | Si  | Delantera Manual         | 5    |
| 1.3 JTDm DFN | 2008   |      | JTD     | MultiJet Turbo | Gasóleo        | 4L   | 1248           | 16   | 95/ 4000           | 200/ 1750     | 173              | 12,5                       | 4,1               | 109 EURO 5         | Si  | Delantera Automática DFN | 5    |
| 1.6 JTDm     | 2008   | 2010 | JTD     | MultiJet Turbo | Gasóleo        | 4L   | 1598           | 16   | 120/ 4000          | 300/ 1500     | 190              | 9,9                        | 4,9               | 129                | No  | Delantera Manual         | 5    |
| 1.9 JTDm     | Debut  | 2005 | F9Q     | MultiJet Turbo | Gasóleo        | 4L   | 1910           | 8    | 100/ 4000          | 260/ 1750     | 179              | 11,5                       | 5,2               | 137 EURO 4         | No  | Delantera Manual         | 5    |
| 1.4 FIRE GLP | 2009   |      | FIRE    | EasyPower      | GLP o gasolina | 4L   | 1368           | 16   | 77/ 6000           | 115/ 3250     | 163              | 13,5                       | 6,2               | 145 EURO 5         | No  | Delantera manual         | 5    |

## Fábricas
El Lancia Musa se fabrica desde 2004 en la planta de Fiat Mirafiori en Turín, Italia.

## Publicidad
Para promocionar el Musa, se utilizaron algunos de los fotogramas más famosos de la película Desayuno con Diamantes, en los cuales Audrey Hepburn pasea delante de los escaparates de Tyfanny. El eslogan utilizado en aquella ocasión -"Lancia Musa: City Limousin"- sería recuperado en 2008 para un anuncio del modelo protagonizado por Carla Bruni no sin cierta polémica, al aparecer en televisión poco después de que la cantante anunciase su matrimónio con el presidente francés Nicolas Sarkozy.